# 王業昌
王業昌（？—1638年），號蓼帆，山東東昌府茌平縣籍夏津县人，明朝政治人物。

## 生平
崇祯六年（1633年）癸酉科山東鄉試第四十二名舉人，崇禎十年（1637年），登丁丑科會試第八十一名，廷試二甲三十三名进士。吏部觀政，十一年授南京兵部职方司主事，本年去世。

## 家族
曾祖王美，祖王友才，父王登〔儒官〕。